# Mistrzostwa Świata w Lotach Narciarskich 1983
Mistrzostwa Świata w Lotach Narciarskich 1983 – 7. edycja mistrzostw świata w lotach narciarskich, która odbyła się w dniach 18-20 marca 1983 na skoczni Čerťák w czechosłowackim Harrachovie. 

## Wyniki

### Konkurs indywidualny (18–20.03.1983)
| M   | Zawodnik          | Dzień 1 | Dzień 1 | Dzień 1 | Dzień 2 | Dzień 2 | Dzień 2 | Dzień 3 | Dzień 3 | Dzień 3 | Nota końcowa |
| M   | Zawodnik          | Skok 1  | Skok 2  | Skok 3  | Skok 1  | Skok 2  | Skok 3  | Skok 1  | Skok 2  | Skok 3  | Nota końcowa |
| --- | ----------------- | ------- | ------- | ------- | ------- | ------- | ------- | ------- | ------- | ------- | ------------ |
| 1.  | Klaus Ostwald     | 165,0 m | 163,0 m | 172,0 m | 162,0 m | 168,0 m | 159,0 m | 170,0 m | 174,0 m | 167,0 m | 1051,0       |
| 2.  | Pavel Ploc        | 163,0 m | 171,0 m | 165,0 m | 181,0 m | 154,0 m | 152,0 m | 176,0 m | 162,0 m | 158,0 m | 1045,5       |
| 3.  | Matti Nykänen     | 176,0 m | 168,0 m | 176,0 m | 159,0 m | 155,0 m | 151,0 m | 174,0 m | 163,0 m | 171,0 m | 1043,5       |
| 4.  | Armin Kogler      | 153,0 m | 163,0 m | 164,0 m | 175,0 m | 171,0 m | 165,0 m | 172,0 m | 156,0 m | 165,0 m | 1043,0       |
| 5.  | Richard Schallert | 161,0 m | 154,0 m | 165,0 m | 169,0 m | 160,0 m | 165,0 m | 171,0 m | 156,0 m | 172,0 m | 1038,0       |
| ... |                   |         |         |         |         |         |         |         |         |         |              |